# Glatzer Schneegebirge

Glatzer Schneegebirge (Nr. 36, einschl. Bielengebirge) innerhalb der Sudeten

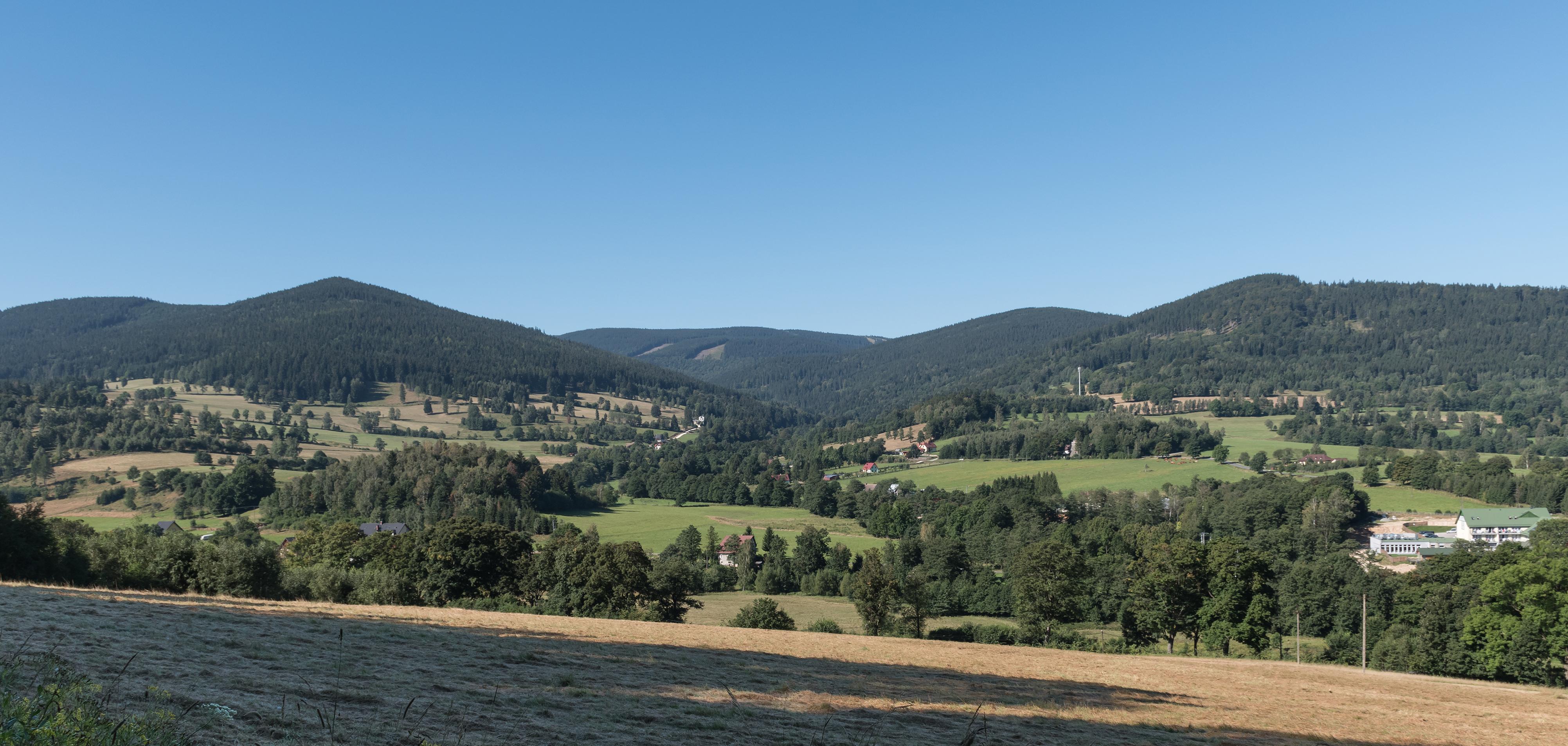
Panorama Glatzer Schneegebirge

Das Glatzer Schneegebirge (polnisch Masyw Śnieżnika; tschechisch Králický Sněžník) ist ein Bergrücken am Dreiländereck Schlesien-Böhmen-Mähren, östlich des Habelschwerdter Gebirges. Es bildet die südöstliche Begrenzung des Glatzer Kessels. Im Nordosten schließt sich das Bielengebirge an. Auf dem Kamm des Glatzer Schneegebirges verläuft die Staatsgrenze zwischen Polen und Tschechien. Die höchste Erhebung ist der Glatzer Schneeberg (auch Großer Schneeberg, Grulicher Schneeberg, Spieglitzer Schneeberg; polnisch Śnieżnik, tschechisch Králický Sněžník) mit 1425 m Höhe.
Am westlichen Rand der Bergkette befindet sich einer der zwei mitteleuropäischen Hauptwasserscheidepunkte (der andere liegt in der Schweiz am Pass Lunghin westlich von Maloja). An den südwestlichen Hängen des Bergrückens befinden sich die Quellen von drei Wassereinzugsgebieten: Südsüdöstlich vom Gipfel fließt aus 1380 m Höhe das Wasser der March über die Donau ins Schwarze Meer; von dem südlichen Hang des südwestlicher liegenden Klapperstein (polnisch Trojmorski Wierch (= Dreimeereberg), tschechisch Klepý), 1145 m hoch, fließt das Wasser durch den Lipka-Bach, die Stille Adler und die Elbe in die Nordsee; und auf dem westlichen Hang entspringt die Glatzer Neiße (und einige Nebenbäche), die in die Oder mündet und dann in die Ostsee fließt. – Die Krupá entspringt ebenfalls in dem Gebirge. In der Region befindet sich die Śnieżnik-Hütte.

## Kulturelle Rezeption
Das Volkslied Das Brünnlein aus Schlesien handelt vom Schneegebirge:
Das Brünnlein
1. Und in dem Schneegebirge,
da fließt ein Brünnlein kalt,
und wer daraus tut trinken, und wer daraus tut trinken,
bleibt jung wird nimmer alt.
2. Ich hab' daraus getrunken,
so manchen kühlen Trunk.
Ich bin nicht alt geworden,
ich bin nicht alt geworden,
ich bin noch allzeit jung.
3. Ade, mein Schatz ich scheide,
ade, mein Schätzelein!
Wann kommst du aber wieder,
wann kommst du aber wieder,
Herzallerliebster mein?
4. Wenn’s schneiet rote Rosen
und regnet kühlen Wein.
Ade, mein Schatz, ich scheide,
Ade, mein Schatz, ich scheide,
ade, mein Schätzelein.
5. Es schneit ja keine Rosen
und regnet keinen Wein,
d'rum kommst du auch nicht wieder,
d'rum kommst du auch nicht
wieder,
Herzallerliebster mein!